# Цинглиншка пика
Цинглиншка пика (Ochotona dauurica huangensis) је подврста даурске пике, врсте сисара из реда двозубаца и породице пика (Ochotonidae). 

## Распрострањење
Кина је једино познато природно станиште врсте.

## Станиште
Цинглиншка пика (Ochotona dauurica huangensis) има станиште на копну.

## Угроженост
Цинглиншка пика није угрожена, и наведена је као последња брига јер има широко распрострањење.

### Популациони тренд
Популациони тренд је за ову врсту непознат.